# Стеблівська битва та облога 1669
Стеблівська битва та облога 1669 — битва між військами гетьмана «обох сторін» Дніпра П.Дорошенка та його політичного противника кошового отамана Запорозької Січі й, одночасно, гетьмана від імені польського короля М.Ханенка. Відбулася 7—8 листопада (28—29 жовтня) 1669 під м. Стеблів у результаті його облоги об'єднаними силами М.Ханенка, П.Суховієнка, Ю.Хмельницького і підрозділами татар на чолі з Батиршою-мурзою (бл. 10 тис. осіб). Ще в середині жовтня 1669 ханенківці завдали удару по військах гетьмана П.Дорошенка на чолі з полковниками Г.Дорошенком та І.Сірком (близько 6 тис. осіб) під м. Ольховець (нині с. Вільховець Звенигородського району Черкаської області) та взяли їх в облогу. Їм на допомогу вирушив гетьман П.Дорошенко з 5-тис. підрозділом. Щоб увести в оману противника, він рухався обхідним шляхом через м. Стеблів, але М.Ханенко розгадав цей намір і несподівано виступив з основними силами назустріч. Перший бій між ними відбувся 7 листопада, у результаті чого П.Дорошенко відступив до міста, де зайняв оборону. Протягом наступного дня відбувався безперервний штурм міста. Ввечері 8 листопада на допомогу обложеним дорошенківцям підійшли козаки канівського полковника Я.Лизогуба разом із Білгородською ордою. Це відбулося в самий розпал битви, коли козаки М.Ханенка вже майже увірвалися до Стеблева. Окрім того, П.Дорошенко віддав наказ перейти в контрнаступ — козаки І.Сірка опанували табором ханенківців і татар Батирші-мурзи. Близько третини козаків М.Ханенка було вбито й поранено, до рук переможців потрапив військовий обоз із 6-ма гарматами. Однак М.Ханенко і П.Суховієнко втекли на Запорожжя, а Ю.Хмельницький з татарами Батирші-мурзи — до Умані.